# Мисс мира 2016
Мисс мира 2016 (англ. Miss World 2016) — 66-й ежегодный конкурс красоты, состоявшийся 18 декабря 2016 года. Проводился в MGM National Harbor, Оксон-Хилл, США. Победительницей стала представительница Пуэрто-Рико, Стефани дель Валье.

## Результаты

### Итоговые места
| Итоговый результат | Участница |
| ------------------ | --- |
| Мисс мира 2016     | - Пуэрто-Рико — Стефани дель Валье |
| 1-я вице-мисс      | - Доминиканская Республика — Ярица Рейес |
| 2-я вице-мисс      | - Индонезия — Наташа Маннуэла |
| Топ 5              | - Филиппины — Катриона Грей (3-я вице-мисс) - Кения — Эвелин Тунгу (4-я вице-мисс) Остальные призёры были объявлены после Гала ужина. |
| Топ 11             | - Бельгия — Ленти Франс - Бразилия — Биатрис Фонтура - Китай — Джин Кон - Республика Корея — Хьюн Ван - Монголия — Баярцецег Алтангерел § - США — Одра Мари |
| Топ 20             | - Австралия — Мэдлин Коуи - Острова Кука — Наталья Шорт - Франция — Морган Эдвиг - Гана — Антуанетта Делали Кемавор - Венгрия — Тимеа Геленцсер - Индия — Приядаршини Чаттержии - Япония — Приянка Ёсикава - Словакия — Кристина Чинчурова - Таиланд — Жиннита Бадди |

§ Выбор зрителей

### Континентальные королевы красоты
| Итоговый результат | Участница                               |
| ------------------ | --------------------------------------- |
| Африка             | - Кения — Эвелин Тунгу                  |
| Америка            | - США — Одра Мари                       |
| Азия               | - Индонезия — Наташа Маннуэла           |
| Карибы             | - Доминиканская Республика — Ярица Реес |
| Европа             | - Бельгия — Ленти Франс                 |
| Океания            | - Австралия — Мэдлин Коуи               |

## Вызов события
Организаторы конкурса красоты вновь представили систему «Fast-Track» для проведения финала, в которой пять победительниц по пяти соревнованиям автоматически заняли место в первой двадцатке.

### Спорт
Представительница «Мисс острова Кука» выиграла конкурс «Спорт» и стала первой четвертьфиналисткой «Мисс Мира 2016».
| Итоговый результат | Участница |
| ------------------ | --- |
| Победитель         | - Острова Кука — Наталья Шорт |
| 1-я Вице мисс      | - Хорватия — Анжелика Закчинья |
| 2-я Вице мисс      | - Мальта — Антея Заммит |
| Синяя команда      | - Аруба — Линетт До Насименту - Болгария — Галина Михайлова - Дания — Хелена Хойзер - Гондурас — Керелин Кампиготти Вебстер - Венгрия — Тиме Геленцер - Черногория — Катарина Кекович - Испания — Ракель Техедор - Уругвай — Ромина Тротто        |
| Красная команда    | - Австралия — Мэдлин Коу - Острова Кайман — Моник Брукс - Острова Кука — Наталья Шорт - Англия — Элизабет Грант - Гибралтар — Кейли Мифсуд - Мальта — Антея Заммит - Шотландия — Люси Керр - США — Аудра Мари                                     |
| Белая команда      | - Австрия — Драгана Станкович - Хорватия — Анжелика Закчинья - Чехия — Наталья Коткова - Доминиканская Республика — Ярица Рейес - Латвия — Линда Кинка - Новая Зеландия — Карла Де Бир - Панама — Алессандра Буэно - Сингапур — Бхама Падманатхан |

### Топ модель
Представительница «Мисс Китай» победила в конкурсе «Топ модель», который состоялся 15 декабря 2016 года. She became the second quarter-finalist of Miss World 2016.
| Итоговый результат | Участница                                         |
| ------------------ | ------------------------------------------------- |
| Победитель         | - Китай — Цзин Конг                               |
| 1-я Вице мисс      | - Индонезия — Наташа Маннуела                     |
| 2-я Вице мисс      | - Доминиканская Республика — Ярица Рейес          |
| Топ 5              | - Франция — Морган Эдвиг - Кения — Эвелин Нджамби |

### Талант
Организаторы «Мисс Мира» работали в партнёрстве с «Mobstar», для проведения общественного голосования и найти победителя конкурса «Талант». «Мисс Монголия» получила большинство голосов и стала третьей четвертьфиналисткой.
| Итоговый результат | Участница |
| ------------------ | --- |
| Победитель         | - Монголия — Баярцецег Алтангерел |
| Топ 10             | - Канада — Анастасия Лин - Чили — Антония Фигероа - Хорватия — Анжелика Закчинья - Венгрия — Tiemea Gelencsér - Латвия — Линда Кинча - Мальта — Антея Заммит - Филиппины — Катриона Элиза Грей - Польша — Кая Климкевич - Украина — Александра Кучеренко                                                          |
| Топ 21             | - Острова Кука — Наталья Шорт - Чехия — Наталья Коткова - Эквадор — Мирка Кабрера - Фиджи — Пуджа Приянка - Индия — Приядаршини Чаттерджи - Пуэрто-Рико — Стефани Дель Валье - Россия — Яна Добровольская - Шотландия — Люси Керр - Сербия — Катарина Шулкич - Словения — Майя Таради - ЮАР — Нтандоенкоси Кунене |

### Мультимедия
Представительница Филиппин стала победительницей «Мультимедия» и стала четвёртой четвертьфиналисткой. Решение о присуждении победы было принято при просмотре на её официальной страницах в Facebook и Twitter, а также на её рейтинге «Mobstar».
| Итоговый результат | Участница                   |
| ------------------ | --------------------------- |
| Победитель         | - Филиппины — Катриона Грей |

### Красота с целью
Пять финалистов были объявлены 17 декабря 2016 года. «Мисс Индонезия» была названа победительницей во время финальной ночи и стала пятой четвертьфиналисткой.
| Итоговый результат | Участница |
| ------------------ | --- |
| Победитель         | - Индонезия — Наташа Маннуела                                                                                    |
| Топ 5              | - Индия — Приядаршини Чаттерджи - Кения — Эвелин Нджамби - Непал — Асми Шреста - Филиппины — Катриона Элиза Грей |

## Участницы
Участницы конкурса красоты:
| Страна                              | Участница                  | Возраст | Рост | Родной город/регион | Группа         |
| ----------------------------------- | -------------------------- | ------- | ---- | ------------------- | -------------- |
| Албания                             | Ондра Ковачи               | 21      | 1.71 | Тирана              | Европа         |
| Антигуа и Барбуда                   | Латиша Грин                | 24      | 1.72 | Сент-Джонс          | Карибы         |
| Аргентина                           | Камила Масиас              | 19      | 1.74 | Кордова             | Америки        |
| Аруба                               | Линетт До Насименту        | 23      | 1.70 | Ораньестад          | Карибы         |
| Австралия                           | Мэдлин Коу                 | 24      | 1.78 | Талли               | Азия и Океания |
| Австрия                             | Драгана Станкович          | 20      | 1.73 | Трайскирхен         | Европа         |
| Багамские Острова                   | Эшли Гамильтон             | 24      | 1.80 | Лонг-Айленд         | Карибы         |
| Беларусь                            | Полина Бородачева          | 23      | 1.76 | Минск               | Европа         |
| Бельгия                             | Ленти Франс                | 22      | 1.68 | Антверпен           | Европа         |
| Белиз                               | Айрис Салгуэро             | 21      | 1.76 | Бельмопан           | Америки        |
| Боливия                             | Лейда Суарес               | 20      | 1.80 | Тариха              | Америки        |
| Босния и Герцеговина                | Халида Краишник            | 19      | 1.78 | Живинице            | Европа         |
| Ботсвана                            | Тата Кеноси                | 21      | 1.78 | Габороне            | Африка         |
| Бразилия                            | Беатрис Фонтура            | 26      | 1.78 | Гояния              | Америки        |
| Виргинские Острова (Великобритания) | Кадиа Тернбулл             | 25      | 1.79 | Род-Таун            | Карибы         |
| Болгария                            | Галина Михайлова           | 26      | 1.75 | София               | Европа         |
| Канада                              | Анастасия Лин              | 26      | 1.68 | Торонто             | Америки        |
| Острова Кайман                      | Моник Брукс                | 24      | 1.72 | Вест Бэй            | Карибы         |
| Чили                                | Антония Фигероа            | 21      | 1.75 | Кокимбо             | Америки        |
| Китай                               | Цзин Конг                  | 21      | 1.78 | Наньян              | Азия и Океания |
| Колумбия                            | Ширли Атехортуа            | 23      | 1.80 | Перейра             | Америки        |
| Острова Кука                        | Наталья Шорт               | 22      | 1.77 | Аваруа              | Азия и Океания |
| Коста-Рика                          | Мелания Гонсалес           | 25      | 1.76 | Сан-Хосе            | Америки        |
| Кот-д’Ивуар                         | Esther Memel               | 20      | 1.78 | Ямусукро            | Африка         |
| Хорватия                            | Анжелика Закчинья          | 22      | 1.75 | Пазин               | Европа         |
| Кюрасао                             | Сабрина Намиас де Кастро   | 20      | 1.70 | Виллемстад          | Карибы         |
| Кипр                                | Мария Морару               | 23      | 1.75 | Никосия             | Европа         |
| Чехия                               | Наталья Коткова            | 22      | 1.73 | Прага               | Европа         |
| Дания                               | Хелена Хойзер              | 20      | 1.78 | Копенгаген          | Европа         |
| Доминиканская Республика            | Ярица Рейес                | 23      | 1.76 | Санто-Доминго       | Карибы         |
| Демократическая Республика Конго    | Андреа Молото              | 25      | 1.76 | Киншаса             | Африка         |
| Эквадор                             | Мирка Кабрера              | 22      | 1.71 | Мачала              | Америки        |
| Египет                              | Надин Усама Эль Сайед      | 18      | 1.69 | Каир                | Африка         |
| Сальвадор                           | Ана Кортез                 | 21      | 1.66 | Санта-Ана           | Америки        |
| Англия                              | Элизабет Грант             | 20      | 1.83 | Престон             | Европа         |
| Экваториальная Гвинея               | Anunciación Ongueme Esono  | 21      | 1.70 | Микомсенг           | Африка         |
| Фиджи                               | Пуджа Приянка              | 25      | 1.75 | Мба                 | Азия и Океания |
| Финляндия                           | Хета Саллинен              | 21      | 1.70 | Турку               | Европа         |
| Франция                             | Морган Эдвиг               | 20      | 1.77 | Ле Франсуа          | Европа         |
| Грузия                              | Виктория Кочерова          | 21      | 1.76 | Тбилиси             | Европа         |
| Германия                            | Селина Кричбаум            | 21      | 1.75 | Франкфурт-на-Майне  | Европа         |
| Гана                                | Антуанетта Делали Кемавор  | 21      | 1.76 | Аккра               | Африка         |
| Гибралтар                           | Кейли Мифсуд               | 24      | 1.71 | Гибралтар           | Европа         |
| Гваделупа                           | Магали Адельсон            | 23      | 1.76 | Бас-Тер             | Карибы         |
| Гуам                                | Фиби Денайт Палисок        | 17      | 1.72 | Тамунинг            | Азия и Океания |
| Гватемала                           | Мелани Эспина              | 22      | 1.68 | Гватемала           | Америки        |
| Гвинея                              | Сафиату Балде              | 21      | 1.72 | Конакри             | Африка         |
| Гвинея-Бисау                        | Сандра Араужо              | 19      | 1.70 | Бисау               | Африка         |
| Гайана                              | Нурийых Джеррард           | 25      | 1.77 | Джорджтаун          | Америки        |
| Гаити                               | Сюзана Сампер              | 21      | 1.75 | Порт-о-Пренс        | Карибы         |
| Гондурас                            | Керелин Кампиготти Вебстер | 18      | 1.75 | Эль-Прогресо        | Америки        |
| Венгрия                             | Тиме Геленцер              | 22      | 1.71 | Будапешт            | Европа         |
| Исландия                            | Анна Орловская             | 22      | 1.73 | Рейкьявик           | Европа         |
| Индия                               | Приядаршини Чаттерджи      | 20      | 1.72 | Гувахати            | Азия и Океания |
| Индонезия                           | Наташа Маннуела            | 22      | 1.73 | Панкалпинанг        | Азия и Океания |
| Ирландия                            | Ниам Кеннеди               | 22      | 1.78 | Портро              | Европа         |
| Израиль                             | Карин Алия                 | 18      | 1.72 | Тель-Авив           | Азия и Океания |
| Италия                              | Джиада Тропея              | 18      | 1.77 | Ламеция-Терме       | Европа         |
| Ямайка                              | Эшли Барретт               | 21      | 1.80 | Кингстон            | Карибы         |
| Япония                              | Приянка Ёсикава            | 22      | 1.70 | Токио               | Азия и Океания |
| Казахстан                           | Алия Мергенбаева           | 18      | 1.75 | Актау               | Азия и Океания |
| Кения                               | Эвелин Нджамби             | 22      | 1.78 | Найроби             | Африка         |
| Республика Корея                    | Хён Ван                    | 21      | 1.77 | Сеул                | Азия и Океания |
| Кыргызстан                          | Перизат Расулбек-Кызы      | 18      | 1.75 | Бишкек              | Азия и Океания |
| Латвия                              | Линда Кинка                | 18      | 1.75 | Кекава              | Европа         |
| Ливан                               | Сэнди Табет                | 21      | 1.74 | Бамдун              | Азия и Океания |
| Лесото                              | Ретабильный Цосане         | 21      | 1.79 | Масеру              | Африка         |
| Малайзия                            | Татьяна Кумар              | 18      | 1.71 | Куала-Лумпур        | Азия и Океания |
| Мальта                              | Антея Заммит               | 22      | 1.75 | Зеббудж             | Европа         |
| Маврикий                            | Вероник Аллас              | 20      | 1.67 | Порт-Луи            | Африка         |
| Мексика                             | Ана Жиро                   | 25      | 1.82 | Мехико              | Америки        |
| Молдова                             | Даниэла Марин              | 18      | 1.81 | Леова               | Европа         |
| Монголия                            | Баярцецег Алтангерел       | 26      | 1.72 | Улан-Батор          | Азия и Океания |
| Черногория                          | Катарина Кекович           | 22      | 1.80 | Подгорица           | Европа         |
| Мьянма                              | Миат Тири Лвин             | 18      | 1.72 | Нейпьидо            | Азия и Океания |
| Непал                               | Асми Шреста                | 23      | 1.73 | Танди               | Азия и Океания |
| Нидерланды                          | Рейчел Рейндерс            | 24      | 1.75 | Амстердам           | Европа         |
| Новая Зеландия                      | Карла Де Бир               | 23      | 1.71 | Окленд              | Азия и Океания |
| Никарагуа                           | Мария Лаура Рамирес        | 19      | 1.74 | Масая               | Америки        |
| Нигерия                             | Дебби Коллинз              | 24      | 1.75 | Лагос               | Африка         |
| Северная Ирландия                   | Эмма Карсвелл              | 21      | 1.76 | Белфаст             | Европа         |
| Панама                              | Алессандра Буэно           | 25      | 1.77 | Панама              | Америки        |
| Парагвай                            | Симона Фрейтаг             | 21      | 1.74 | Сьюдад-дель-Эсте    | Америки        |
| Перу                                | Пьерина Вонг               | 25      | 1.75 | Ламбаеге            | Америки        |
| Филиппины                           | Катриона Грей              | 22      | 1.77 | Оас                 | Азия и Океания |
| Польша                              | Кая Климкевич              | 19      | 1.75 | Глиноецк            | Европа         |
| Португалия                          | Кристиана Виана            | 19      | 1.74 | Валбон              | Европа         |
| Пуэрто-Рико                         | Стефани Дель Валье         | 19      | 1.78 | Сан-Хуан            | Карибы         |
| Румыния                             | Диана Дину                 | 22      | 1.73 | Бухарест            | Европа         |
| Россия                              | Яна Добровольская          | 19      | 1.73 | Тюмень              | Европа         |
| Руанда                              | Веселый Мутеси             | 20      | 1.76 | Кигали              | Африка         |
| Шотландия                           | Люси Керр                  | 19      | 1.74 | Ист-Данбартоншир    | Европа         |
| Сербия                              | Катарина Шулькич           | 18      | 1.78 | Белград             | Европа         |
| Сейшельские Острова                 | Кристин Барбье             | 24      | 1.77 | Виктория            | Африка         |
| Сьерра-Леоне                        | Амината Адиалин Бангура    | 22      | 1.73 | Порт-Локо           | Африка         |
| Сингапур                            | Бхама Падманатхан          | 24      | 1.73 | Сингапур            | Азия и Океания |
| Словакия                            | Кристина Чинчурова         | 19      | 1.80 | Лученец             | Европа         |
| Словения                            | Майя Таради                | 26      | 1.76 | Любляна             | Европа         |
| ЮАР                                 | Нтандоенкоси Кунене        | 24      | 1.74 | Пит-Ретиф           | Африка         |
| Южный Судан                         | Акуаны Аюен                | 23      | 1.80 | Джуба               | Африка         |
| Испания                             | Ракель Техедор             | 20      | 1.80 | Сарагоса            | Европа         |
| Шри-Ланка                           | Амритаа Де Сильва          | 23      | 1.71 | Коломбо             | Азия и Океания |
| Сент-Люсия                          | Ла Тойя Моффат             | 24      | 1.72 | Кастри              | Карибы         |
| Швеция                              | Эмма Страндберг            | 20      | 1.76 | Стокгольм           | Европа         |
| Танзания                            | Диана Люкмай               | 18      | 1.72 | Додома              | Африка         |
| Таиланд                             | Джиннита Бадди             | 22      | 1.79 | Чианграй            | Азия и Океания |
| Тринидад и Тобаго                   | Даниэлла Уолкотт           | 24      | 1.70 | Порт-оф-Спейн       | Карибы         |
| Тунис                               | Марием Хаммами             | 22      | 1.76 | Беджа               | Африка         |
| Турция                              | Бусе Искендероглу          | 19      | 1.81 | Анкара              | Европа         |
| Уганда                              | Лия Кагаса                 | 21      | 1.75 | Кампала             | Африка         |
| Украина                             | Александра Кучеренко       | 19      | 1.75 | Киев                | Европа         |
| США                                 | Аудра Мари                 | 22      | 1.77 | Фарго               | Америки        |
| Уругвай                             | Ромина Тротто              | 19      | 1.78 | Монтевидео          | Америки        |
| Виргинские Острова (США)            | Kyrelle Thomas             | 18      | 1.79 | Шарлотта-Амалия     | Карибы         |
| Венесуэла                           | Диана Кроче                | 19      | 1.76 | Калабоцо            | Америки        |
| Вьетнам                             | Чыонг Тхи Дьё Нгок         | 26      | 1.80 | Дананг              | Азия и Океания |
| Уэльс                               | Фион Мойл                  | 23      | 1.70 | Кармартен           | Европа         |

## Судьи
Список жюри судивших участниц:
- Джулия Морли — Председатель конкурса красоты
- Майк Диксон — Musical Director
- Кен Уорик — Голливудский продюсер, исполнительный продюсер и директор «Мисс мира»
- Андрей Минарик — руководитель команды «Мисс мира Hair & Beauty»
- Донна Уолш — профессиональный танцор и режиссёр
- Лилиана Таноесоедибжо — Генеральный директор Media Nusantara Citra, Владелец и национальный директор «Мисс Индонезия»
- Вилнелия Мерсед — Мисс мира 1975
- Линда Петурсдоттир — Мисс мира 1988
- Азра Акын — Мисс мира 2002
- Ксения Сухинова — Мисс мира 2008
- Карина Тиррелл — Мисс Англия 2014

## Спор
Беатрис Фонтура «Мисс Мира Бразилия 2016», которая вошла в Топ 10 финала, в написанной ею книге сообщила, что некоторые участницы имели половую связь с организаторами. Также, в книге сообщалось, что при проведении конкурса, некоторые участницы испытывали голод и многие падали в обморок от недоедания. Автором было подчёркнуто, что для проекта «Красота с целью» не было судей, дополнив противоречия к проведению конкурса красоты, который совпало с протестным движением #MeToo.
Конкурс красоты 2016 года, также был особенно спорным из-за результатов «Топ-5»: многие наблюдатели утверждали, что представительница Филиппин Катриона Грей (которая стала победительницей Мисс Вселенная 2018), должна была завоевать корону, беря в учёт её победы в главных мероприятиях (за исключением «Мультимедия»). Успех Катрионы Грэй в другом главном конкурсе красоты стал первым в 21-м веке, когда участница красоты вошла в Топ 5 двух самых престижных конкурсов в мире. Подобный случай был с Мишель Маклин из Намибии, где вошла в Топ 5 на Мисс Мира 1991 и стала Мисс Вселенная 1992.
Одним из судей на конкурсе «Мисс мира 2016» была Вилнелия Мерсед (руководитель национального конкурса красоты «Мисс мира Пуэрто-Рико»), дочь бывшей обладательницы титула «Мисс Мира» из Пуэрто-Рико. Первоначально политика организаторов «Мисс мира» предусматривала, что ни один руководитель национальных конкурсов красоты или обладатель франшизы не должен быть допущен к участию в качестве судьи из-за проблем пристрастия во всем конкурсе. Критика была также направлена на то, что Индонезия второй подряд заняла второе место на втором месте в «Мисс Мира» в том же году. Лилиана Таноесоедибжо, руководитель «Мисс Индонезия», также была среди судейской коллегии «Мисс Мира 2016», снова нарушив первоначальные правила организации. В результате убытка, Кори Квирино, которая ранее была руководителем национального конкурса красоты Мисс мира Филиппины, ушла в отставку в начале 2017 года, за несколько недель до того, как участница из Филиппин заняла три места на Мисс Вселенная 2016.

## Примечание

### Дебютировали
- Руанда

### Вернулись
Последний раз участвовали в 1990 году:
- Острова Кука

Последний раз участвовали в 2008 году:
- Антигуа и Барбуда
- Демократическая Республика Конго

Последний раз участвовали в 2010 году:
- Сент-Люсия

Последний раз участвовали в 2011 году:
- Острова Кайман

Последний раз участвовали в 2012 году:
- Сьерра-Леоне

Последний раз участвовали в 2013 году:
- Гвинея-Бисау

Последний раз участвовали в 2014 году:
- Беларусь
- Канада
- Египет
- Экваториальная Гвинея
- Гана
- Израиль